# Xã Salem, Quận Luzerne, Pennsylvania
Xã Salem (tiếng Anh: Salem Township) là một xã thuộc quận Luzerne, tiểu bang Pennsylvania, Hoa Kỳ. Năm 2010, dân số của xã này là 4.254 người.